# Colegio Mayor La Estila
El Colegio Mayor La Estila es un Colegio Mayor, adscrito a la Universidad de Santiago de Compostela (USC), fundado en Santiago en 1948, y promovido por la Prelatura del Opus Dei.

## Historia
Los orígenes del Colegio Mayor La Estila se remontan al verano de 1945, cuando Josemaría Escrivá se reunió en Molinoviejo (Ortigosa del Monte, Segovia) con Amadeo de Fuenmayor —catedrático de Derecho Civil en la USC desde 1943—, y con Laureano López Rodó —catedrático de Derecho Administrativo en la USC desde 1945—. Allí les pidió, entre otras cosas, “que procuráramos hacer las gestiones oportunas para construir de nueva planta una Residencia de Estudiantes”.
A finales de septiembre de 1945, en un viaje de regreso desde Portugal, Josemaría Escrivá visitó Santiago de Compostela. Durante su estancia, se volvió a entrevistar con Fuenmayor y López Rodó. Les volvió a animar a promover una residencia de estudiantes. Se trataba de levantar un edificio de nueva planta, con capacidad para cien alumnos, donde encontraran un ambiente de estudio y compañerismo. Para poner en marcha la residencia, los dos jóvenes catedráticos constituyeron la primera sociedad mercantil inmobiliaria de Galicia, a la que llamaron Inmobiliaria Gallega, que fue la entidad financiera del proyecto.
El terreno elegido para la construcción de la residencia universitaria fue el Agro da Estila, un campo de coles de 23 000 metros cuadrados, que perteneció al Monasterio de San Martín Pinario hasta que fue desamortizado en 1836, y dos solares anejos de 800 y 1300 metros cuadrados.El terreno estaba dividido en 35 minúsculas parcelas, arrendadas por los dueños y, en muchos casos, subarrendadas, lo que complicó las negociaciones. El proyecto comprendía además de la construcción del Colegio Mayor, la urbanización de la zona, abriendo al tráfico varias calles que recibieron el nombre de prestigiosas universidades: Coimbra, Oviedo y Salamanca.
Tras completarse las construcciones en la Avenida de Coímbra, se realizó una promoción de viviendas sociales en la Avenida de Salamanca. Ello contribuyó a la expansión y crecimiento del núcleo urbano compostelano hacia el norte. La constructora compostelana Saconia —ya desaparecida—, se hizo cargo de la edificación. Finalmente, el Colegio Mayor La Estila se inauguró el 20 de diciembre de 1948, si bien las obras no concluyeron hasta el 8 de abril de 1949. A la ceremonia de inauguración asistieron representantes de todas las instituciones de la ciudad, políticas, religiosas y militares, incluyendo al rector de la Universidad Compostelana Luis Legaz Lacambra.
El arquitecto Miguel Fisac realizó el proyecto de La Estila, tratando en entroncar el nuevo edificio con la vieja tradición de las casas compostelanas. Además de realizar el oratorio, diseñó el mobiliario, intentando dotar al conjunto de un tono singular, desde la forma de las sillas hasta la de los ceniceros, similares a las cuncas de vino del Ribeiro. Realizó también los adornos de yesería de los techos de los huecos de las escaleras, moldeados con botes de conserva en distintas posiciones simulando trabajos de cestería, o las bovedillas en los techos de pasillos y salas.
Durante los primeros setenta años del Colegio Mayor (1948-2018) pasaron por La Estila, unos 3000 universitarios. Entre otros, se encuentran: Luis Herrera Campíns, presidente de Venezuela (1979-1984); Juan González Cebrián-Tello, diplomático y jefe de prensa de la Casa Real (2003-2009); José Manuel Romay Beccaría, presidente del Consejo de Estado y ministro; José Luis Meilán, fundador de la Universidad de La Coruña; Antonio Pernas, diseñador de moda; Cristino Álvarez, crítico gastronómico; Miguel Cabanela, cirujano considerado un referente mundial en la cirugía de cadera; Juan Vicente Boo, periodista y corresponsal del diario ABC en el Vaticano; o Ricardo Estarriol, corresponsal en el centro y este europeo del diario La Vanguardia.
La residencia universitaria ofrecía, —como continúa ofreciendo desde entonces—, una formación complementaria a los universitarios que viven o estudian en La Estila. Desde los comienzos de la residencia, se organizan conferencias, tertulias, seminarios, viajes culturales, actividades lúdicas, deportivas, solidarias o conciertos, que tienen como protagonistas a embajadores o escritores como Álvaro Cunqueiro, Xosé Filgueira Valverde, Antonio Fraguas Fraguas o Ricardo Carballo Calero; economistas como Enrique Fuentes Quintana; figuras del mundo de la televisión como Chicho Ibáñez Serrador, el diseñador Florentino Cacheda, o el expresidente de la Xunta Gerardo Fernández Albor.
El cardenal Ángelo Roncalli, futuro Papa Juan XXIII visitó el C.M. La Estila en el verano de 1954. El 23 de julio, el entonces Cardenal de Venecia cenó con varios catedráticos, y posteriormente asistió a una animada tertulia con un centenar de estudiantes del curso de verano, que le contaron diversas anécdotas de la vida universitaria, le dirigieron preguntas que contestó con llaneza, y le cantaron canciones de la tuna, entre la que se encontraba «Triste y sola se queda Fonseca...».
El fundador del Opus Dei visitó Santiago de Compostela al menos en seis ocasiones durante los años cuarenta. Su última visita al C.M. La Estila se produjo el 25 de julio de 1961. Ese día celebró un encuentro a las 10.30 horas en el Colegio Mayor. Seguidamente, celebró misa en El Pedroso, la casa de retiros contigua que estaba empezando a utilizarse.
También su principal colaborador y futuro sucesor, Álvaro del Portillo visitó el Colegio Mayor, al menos en dos ocasiones: en 1956 y 1961. El siguiente prelado del Opus Dei, Javier Echevarría vino en 1995,en 1999 y, de nuevo, en el Año Santo de 2010. A su vez, Fernando Ocáriz lo visitó en el verano de 2022. Ambos celebraron tertulias multitudinarias en las instalaciones deportivas de La Estila y recibieron a numerosas familias en el Colegio Mayor.
En diciembre de 2023, se celebraron diversos actos con motivo del LXXV aniversario del Colegio Mayor. Después de la celebración eucarística, presidida por monseñor Francisco José Prieto Fernández en la Catedral Compostelana, y concelebrada por una veintena de sacerdotes, se realizó una Ofrenda al Apóstol Santiago. Posteriormente tuvo lugar una cena en el Hostal de los Reyes Católicos.

## Proyecto educativo
El objetivo del Colegio Mayor, que cuenta con medio centenar de plazas, es formar personas para la vida en un momento como el actual en que muchos jóvenes viven semicautivos o demasiado distraídos en un mundo digital-virtual deliberadamente adictivo.
Compartir cada día la jornada —las comidas, las tertulias, el estudio, el deporte y la fiesta— con otros universitarios de distintas carreras, aficiones y mentalidades enriquece extraordinariamente el carácter.
A esa convivencia estrecha, que facilita aprender a trabajar en equipo, se unen las actividades de los Clubs de Medicina, Prensa, Economía, Cine, Lectura, etc. o de las Comisiones de Cultura, Deporte, Solidaridad y otras. Todas ellas organizadas por los propios colegiales. Aunque la actividad principal es el estudio de la propia carrera, se trata de cultivar el humanismo, el pensamiento crítico, un sano inconformismo y un sentido de ciudadanía. También se presta atención a las actividades deportivas, de servicio y de voluntariado.
En el curso 2023-24 los colegiales, procedentes de once Comunidades Autónomas en España, estudiaban un total de catorce grados. El Colegio Mayor, que inició esa tarea en 1948, tiene como titular la Fundación Galega de Iniciativas Culturais e Sociais Montecelo.

## Publicaciones
- Boo, Juan Vicente, La Estila: una estrella alegre para toda la vida. 75 aniversario 1948-2023, Santiago de Compostela, Colegio Mayor La Estila, 2023, 1ª, 137 pp. (2ª, 149 pp.)